# Tanimuca-Retuama

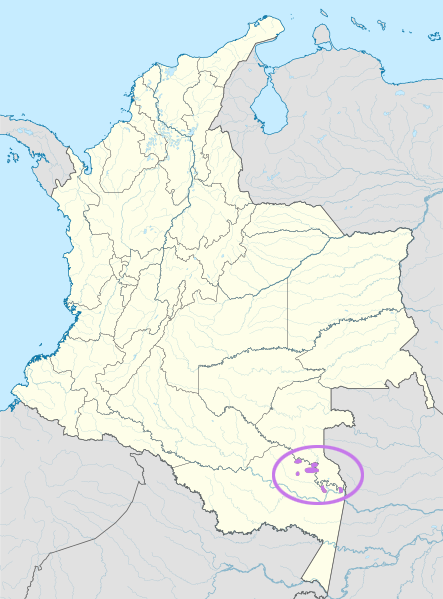
Tanimuca-Retuama.

I Tanimuca-Retuama sono un gruppo etnico della Colombia, con una popolazione stimata di circa 194 persone. Questo gruppo etnico è principalmente di fede cristiana e parla la lingua Tanimuca-retuara (codice ISO 639: TNC).
Vuvono lungo i fiumi Guacayá, Oiyaka, Mirití-Parana, Apaporis, e Popeyaka nell'Amazzonia colombiana. Il nome deriva dai due sottogruppi che compongono questa etnia, i Tanimuca e i Retuama, che vivono vicini e parlano la stessa lingua.